# Kanton Bordeaux-4
Der Kanton Bordeaux-4 ist seit 1801 ein französischer Wahlkreis im Arrondissement Bordeaux, im Département Gironde und in der Region Nouvelle-Aquitaine;  Vertreter im Generalrat des Départements ist seit 2008 Jean-Louis David. 
Der Kanton besteht aus dem nördlichen Teil der Stadt Bordeaux mit insgesamt 66.340 Einwohnern (Stand: 2022):
Bis zur landesweiten Neuordnung der französischen Kantone im März 2015 besaß der Kanton den INSEE-Code 3311. 